# Sonate voor fluit en piano (Poulenc)
De sonate voor fluit en piano (catalogusnummer FP 164) van Francis Poulenc werd geschreven in 1957. Het stuk werd geschreven ter nagedachtenis aan Elizabeth Sprague Coolidge, een Amerikaanse beschermvrouwe van kamermuziek. Poulenc schreef het stuk voor de fluitist Jean-Pierre Rampal. Poulenc en Rampal speelden samen de première op 17 en 18 juni 1957 tijdens het Festival van Straatsburg. Het is nu een van Poulencs bekendste werken en neemt een prominente plaats in binnen het 20e-eeuwse fluitrepertoire. De pianopartij werd georkestreerd door Lennox Berkeley, opus 93 nr. 2.

## Geschiedenis
Bronnen vermelden dat Poulenc al voor lange tijd het idee had om een fluitsonate te schrijven, wat in elk geval is terug te voeren op een brief uit 1952 aan de bariton Pierre Bernac. Gedurende de jaren erna had Poulenc plannen om het werk aan de sonate te hervatten, zoals hij schreef in brieven aan zijn uitgever in 1953, 1955 en 1956. Mogelijk zou deze sonate geschreven worden voor de Amerikaanse fluitist Julius Baker.
Het is echter niet bekend of de sonate die in deze brieven genoemd wordt ook daadwerkelijk de sonate is waar dit artikel over gaat. In april 1956 schreef Harold Spivacke, woordvoerder van de Coolidge Foundation aan de Library of Congress een brief aan Poulenc waarin hij de opdracht aanbood om een kamermuziekwerk te schrijven voor een festival dat plaats moest vinden in oktober 1956. Poulenc zag in eerste instantie van de opdracht af omdat hij nog bezig was met de orkestratie van zijn nieuwe opera Dialogues des Carmélites en de première in Milaan naderde. Spivacke bood de opdracht daarna opnieuw aan in mei, en deze keer antwoordde Poulenc in augustus dat hij iets zou kunnen schrijven, toen hij wist dat het goed zou komen met de opera. Poulencs suggestie was een sonate voor fluit en piano, met als voorwaarde dat de première bewaard zou mogen worden voor het Festival van Straatsburg in juni 1957.
Jean-Pierre Rampal hoorde over de sonate in een telefoontje van Poulenc. De gebeurtenis staat beschreven in zijn autobiografie:

"Jean-Pierre," zei Poulenc: "je weet dat je altijd wilde dat ik een sonate zou schrijven voor fluit en piano? Welnu, dat ga ik doen,' zei hij. 'En het mooiste is dat de Amerikanen ervoor betalen! Ik heb een opdracht gekregen van de Coolidge Foundation om een kamermuziekwerk te schrijven ter negedachtenis van Elizabeth Coolidge. Ik heb haar nooit gekend, dus ik denk dat het stuk van jou is."

Poulenc schreef het stuk in Cannes tussen december 1956 en maart 1957. Hij verstuurde het complete manuscript aan de Library of Congress op 7 juni 1957. Op 17 juni 1957 werd een onofficiële première gegeven tijdens het het festival van Straatsburg door de componist en Rampal - met als enige toeschouwer Arthur Rubinstein, die het stuk graag een dag eerder wilde horen dan de officiële première, omdat hij daarvoor al weg moest.
Op 16 januari 1958 speelde Poulenc het werk met Gareth Morris in een uitzending van de BBC. De Amerikaanse première vond plaats in het Coolidge Auditorium in de Library of Congress op 14 februari 1958. De verslagen spreken van een groot succes.

## Muziek
De sonate bestaat uit drie delen:
1. Allegretto malincolico (in de drukken voor de heruitgave van 1994 door Patricia Harper n.a.v. uitvoerig bronnenonderzoek is de tempo-aanduiding Allegro malinconico),
2. Cantilena: Assez lent
3. Presto giocoso